# استان لوری
لوری (به ارمنی: Լոռի) Armenian pronunciation: [lɔˈri] از بزرگ‌ترین استان‌های ارمنستان است که در شمال این کشور واقع شده است و شهر وانادزور که سومین شهر بزرگ ارمنستان است مرکز این استان است.

## عوارض جغرافیایی
- کوه لالوار - ۲۵۴۴ متر - رشته‌کوه ویراهایوتس
- چاتین - ۲٬۲۴۴ متر -
- آچکاسار - ۳۱۹۶ متر -
- رودخانه زوراگت
- رود پامباک
- رود وانادزور - ۱۶ کیلومتر

## تقسیمات استانی
استان لوری شامل موارد زیر است.

### Towns or urban communities
| تصویر | شهر (شهرک) | استان | بنیانگذاری              | مساحت (کیلومترمربع) | جمعیت (سرشماری ۲۰۱۱) |
| ----- | ---------- | ----- | ----------------------- | ------------------- | -------------------- |
|       | آختالا     | لوری  | سده ۱۸ام (نخستین اشاره) | ۴٫۳                 | ۲٬۰۹۲                |
|       | آلاوردی    | لوری  | سده ۱۷ام (نخستین اشاره) | ۱۸                  | ۱۳٬۳۴۳               |
|       | شاملوغ     | لوری  | ۱۷۷۰                    | ۳٫۶                 | ۷۰۰                  |
|       | اسپیتاک    | لوری  | سده ۱۷ام                | ۵٫۶                 | ۱۲٬۸۸۱               |
|       | استپاناوان | لوری  | ۱۸۱۰                    | ۱۴                  | ۱۳٬۰۸۶               |
|       | تاشیر      | لوری  | ۱۸۴۴                    | ۵٫۶                 | ۷٬۷۷۳                |
|       | تومانیان   | لوری  | ۱۹۲۶                    | ۱                   | ۱٬۷۱۰                |
|       | وانادزور   | لوری  | ۱۸۲۸                    | ۳۲                  | ۸۶٬۱۹۹               |

### روستاها یا communities روستایی
- آگاراک
- آهنیدزور
- آکوری
- آمراکیتس
- آنتاراموت
- آنتاراشن
- آپاون
- آردوی
- آرواشوغ
- آرواتساگ
- آرجوت
- آرتسنی
- آتان
- آیگهات
- آزنوادزور
- بازوم
- Blagodarnoye
- بووادزور
- چکالوو
- چوچکان
- دارپاس
- داشتادم
- دبت
- دسق
- دزوراگت
- دزوراگیوغ
- دزوراموت
- دزیوناشوغ
- فیولتوفو
- گراگار
- گغاسار، لوری
- غورسالی
- گوگاران
- گوگارک
- گیولاگاراک
- هاقپات
- هاگوی
- هالاوار
- هارتاگیوغ
- هوباردزی
- هوونانادزور
- جیلیزا
- جراشن
- کاچاچکوت
- کارابرد
- کارادزور
- کارینج
- کارکوپ
- کارمیر آغک
- کاتناغبیور
- کاتناجور
- کاتنارات
- خنکویان
- کوغس
- کورتان
- لجان
- لرمانتوفو
- لرناهوویت
- لرنانتسک
- لرناپات
- لرناوان
- لوری برد، لوری
- لوروت
- لوساغبیور
- مارگاهوویت
- مارتس
- مدوفکا
- مغاواهوویت
- متس آیروم
- متس پارنی
- متساوان
- مغارت
- میکائیلوفکا
- نور خاچاکاپ
- نوراشن
- نغوتس
- نوفوسلتسوفو
- اودزون
- پاغاغبیور
- پامباک
- پتروفکا
- پریفولنوی
- پوشیکنو
- ساراهات
- سارالانج
- سارامج
- ساراتوفکا
- سارچاپت
- شاهومیان
- شاموت
- شناوان
- شیراکاموت
- شنوغ
- سوردلوف
- تغوت
- تساغکابر
- تساغکاشات
- تساتر
- اوراسار
- اوروت
- واهاگنادزور
- واهاگنی
- واردابلور
- یاغدان
- یغگنوت

#### روستاهای Non-community
- آختالا، belongs to the شاملوغ community.
- Akner, belongs to the آلاوردی community.
- آموج، belongs to the اودزون community.
- استانتسییا آرجوت، belongs to the آرجوت community.
- آرمانیس، belongs to the استپاناوان community.
- Akhtala Aroghjaranin kits, belongs to the آختالا community.
- بندیک، belongs to the شاملوغ community.
- Getavan, belongs to the Saratovka community.
- گوگاوان، belongs to the دزوراموت community.
- Haydarli, belongs to the هالاوار community.
- کیلیسا، belongs to the هالاوار community.
- کوبر کایاران، belongs to the تومانیان community.
- کروگلایا شیشکا، belongs to the مدوفکا community.
- نوراموت، belongs to the مغاواهوویت community.
- پوکر آیروم، belongs to the متس آیروم community.
- استانتسییا پامباک، belongs to the Pambak community.

#### روستاهای سابق
- گیولودارا، belongs to the هالاوار community.

## استانداران
- آندری قوکاسیان[۲][۳]

## اماکن مذهبی و تاریخی
سازه‌های تاریخی و مذهبی این استان عبارتنداز:
- صومعه آختالا
- صومعه ساناهین
- صومعه هاقپات
- صومعه هورومایر
- صومعه کوبایر
- هنوانک

لوری
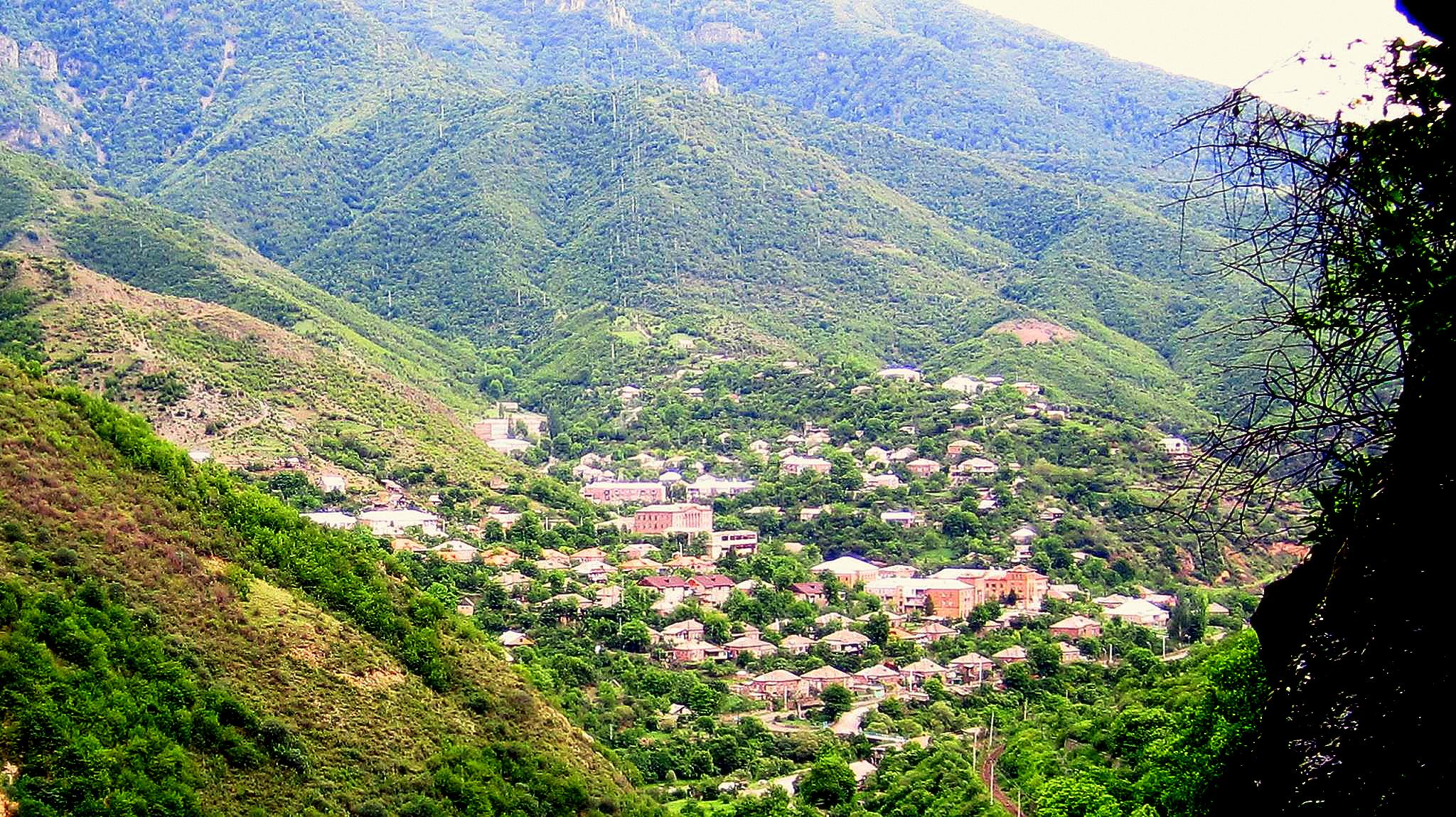
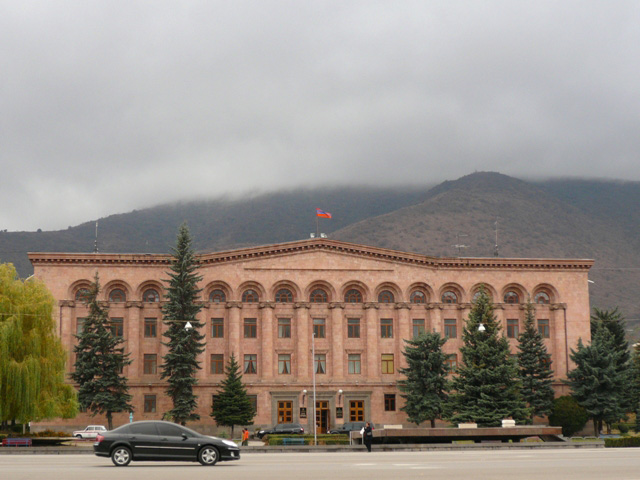
فرمانداری استان لوری در وانادزور